# Familia Juste

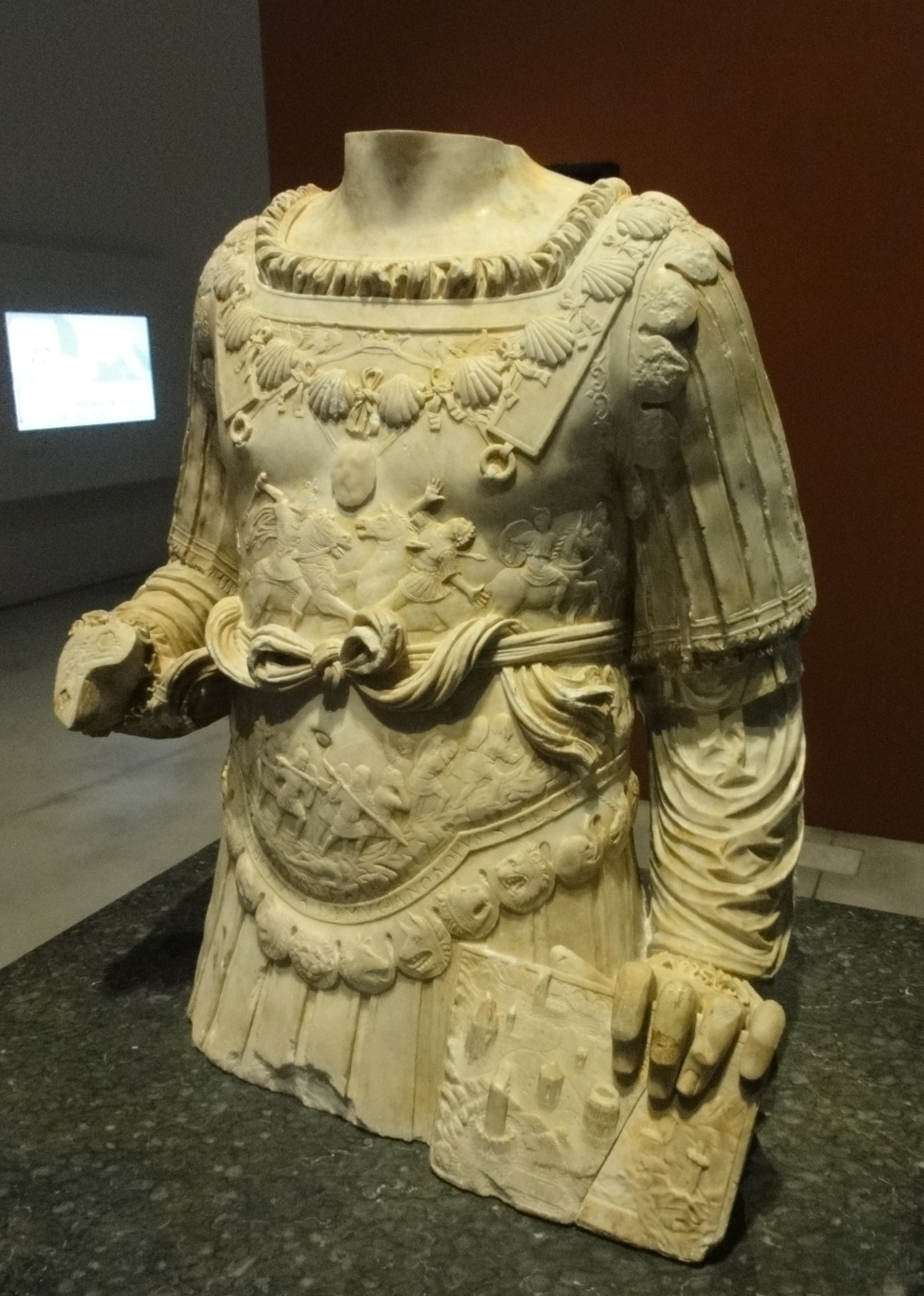
Louis XII, resto salvado de la Puerta de Génova del château de Gaillon por el conservador Alexandre Lenoir

La familia Juste fue una familia de escultores de origen italiano muy activa en Francia en el siglo XVI, responsables de muchas obras funerarias, tumbas y mausoleos, para importantes personajes nobiliarios, entre ellas, la tumba del rey Luis XII y Ana de Bretaña en la basílica de Saint-Denis. 

## Origen de la familia
El verdadero nombre de la familia era Betti, naturales de la región de Martino en San Mensola, parroquia ubicada a 3 km al nordeste de Florencia. El primero conocido fue Giusto Betti (1416-1486/1487), cuyo nombre fue dado después a toda la familia Betti.
Andrea Betti fue el segundo familiar que se conoce en Italia. Giusto y Andrea no parecen haber salido de Italia.

## Antoine y Jean Juste I en Francia

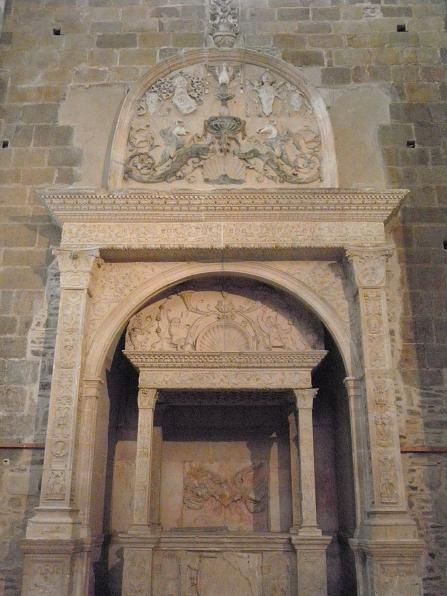
Tumba del obispo Thomas James (catedral Saint-Samson de Dol)

Andrea Betti tuvo tres hijos varones que se dedicaron a la escultura:
- Antonio di Giusto di Betti o Antoine Juste (1479-1 de septiembre de 1519),
- Andrea di Giusto di Betti, André (nacido hacia 1483),
- Giovanni di Giusto di Betti o Jean Juste I (1485-1549).

Los tres hermanos emigraron a Francia después de la intervención de Luis XII en Italia en 1504. Fueron naturalizados en 1513 y fue entonces cuando adoptaron el nombre de Juste.
Estuvieron, junto con Francesco Laurana, entre los representantes más brillantes y más activos de la escultura del Renacimiento italiano en Francia. Antoine y Jean Juste se encontraban en Bretaña, en Dol, donde realizaron la tumba del obispo Thomas James. Se separaron profesionalmente entonces:
- Antoine Juste trabajó para el cardenal de Amboise en el castillo de Gaillon. Las cuentas de Gaillon indican que estaba casado con Isabel o Isabelle de Pascha.[3] Bajo los auspicios del arzobispo de Ruan, esculpió para la capilla del château[4] una serie de doce apóstoles en tierra cocida,[5][6] un busto del cardenal y un bajorrelieve que representa la batalla de Génova para la galería.

- Jean Juste I se instaló en Tours donde pasó varios años en el taller de Michel Colombe. Este último era famoso por la obra Mise au tombeau que se encontraba en la abadía de Solesmes. Michel Colombe se había formado en Dijon, influenciado por Claus Sluter y el realismo flamenco. Creó un estilo que mezcla el realismo flamenco con la dulzura francesa transmitida por Michel Colombe, con un encanto obtenido desde la flexibilidad y la complejidad de las formas.

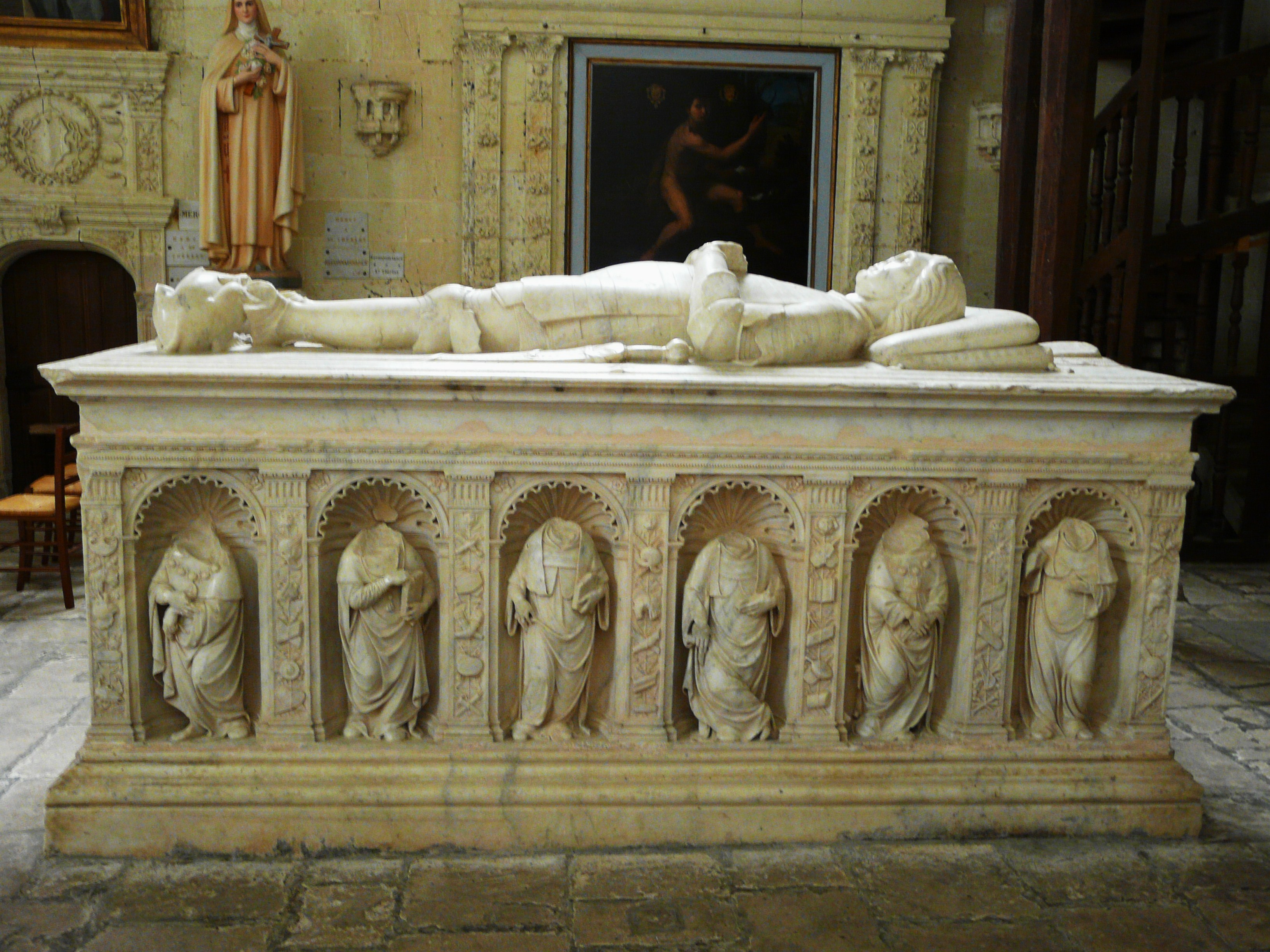
Tumba de Artus Gouffier (colegiata Saint-Maurice, Oiron)

Jean Juste I talló las tumbas de Jean IV de Rieux, mariscal de Bretaña, en Ancenis, de Thomas Bohier, constructor del château de Chenonceau, en la iglesia de San Saturnino de Tours, y del abad Louis de Crévent,  abad de la Trinidad, à Vendôme. Ejecutó la tumba de Artus Gouffier a petición de su viuda Hélène de Hangest, entre 1532 y 1537 para la iglesia Saint-Maurice, capilla del château de Oiron (Deux-Sèvres), así como la de su belle-mère, Philippe de Montmorency.·

## Juste de Juste
Juste de Juste (ca. 1505-ca. 1559) era el hijo de Antoine. Nació y murió en Tours. Fue alumno de su tío Jean Juste I. Estaba casado con Françoise Lopin, de Tours.
Es el autor de grabados de figuras masculinas desnudas o desgarradas firmadas con un monograma complicado. También trabajó como estucador en el château de Fontainebleau bajo las órdenes de Rosso Fiorentino y después del Primaticcio. Trabajó en la galería de Francisco I y en otras salas del castillo entre 1537 y 1540.

## Jean Juste II
Jean Juste II fue el hijo de Jean Juste I. Nacido alrededor de 1510, murió en 1577. Trabajó en el castillo de Oiron en las tumbas de dos miembros de la familia Gouffier, Claude Gouffier, gran escudero de Francia, y probablemente de su primera esposa, Jacqueline de La Trémoille. Estas obras, posterior a 1558, fueron destruidas en gran parte. También ejecutó para el mismo castillo una fuente de mármol blanco, también desaparecida en gran parte, de la que no queda más que el vaso.
En 1560, para la entrada en Tours de Francisco II y María Estuardo, realizó, junto con el pintor François Vallence, tres arcos triunfales.
El 24 de abril de 1561, libra un acuerdo para realizar una fuente, ubicada en la Foire-le-Roi, en Tours, terminada en 1562, hoy desaparecida.
A la muerte de Michel Colombe, hacia 1514, los hermanos Juste vuelven a trabajar juntos.

## Mausoleo de Luis XII y de Ana de Bretaña en la basílica de Saint-Denis

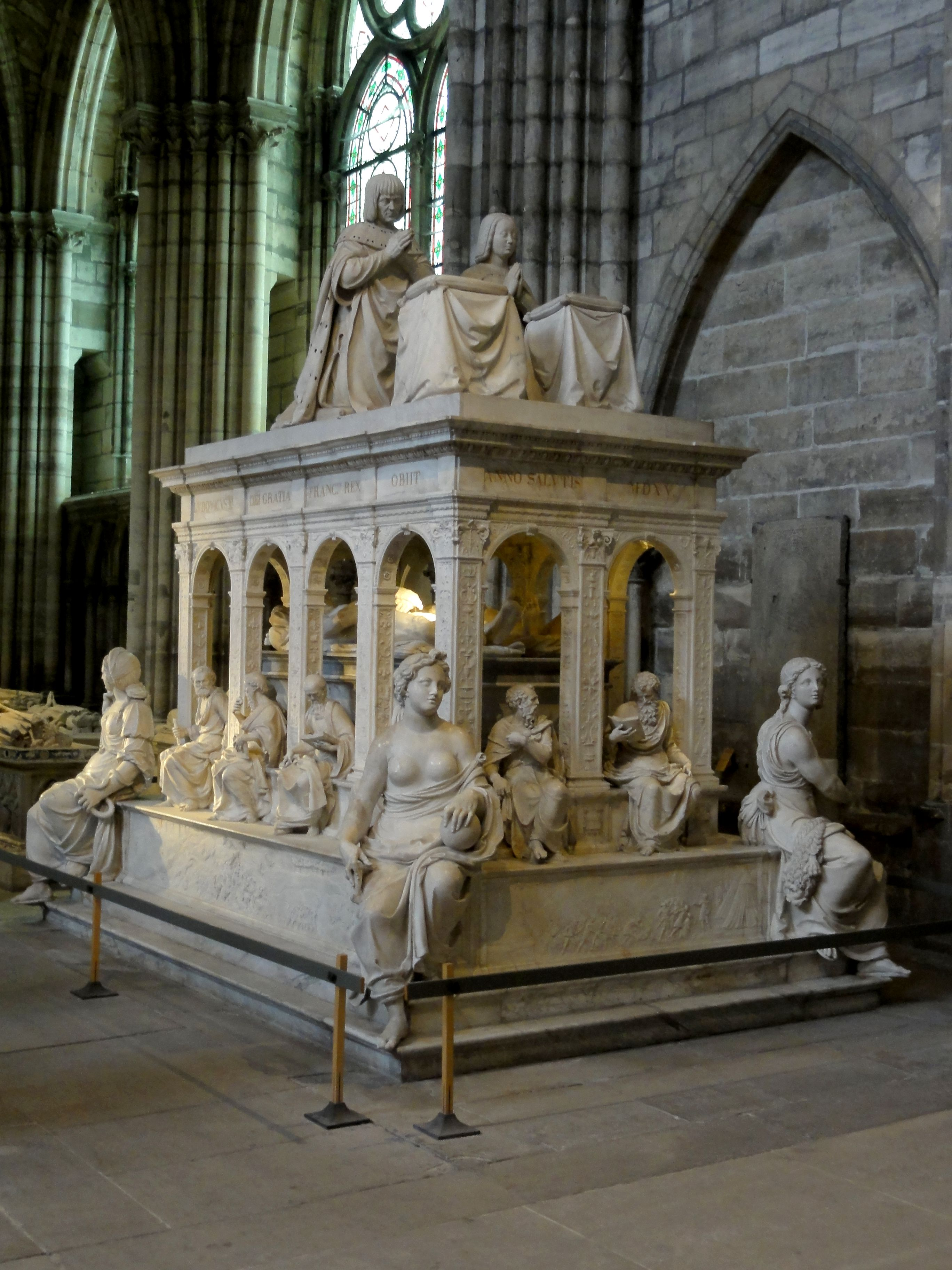
Tumba de Luis XII y Ana de Bretaña en la basílica de Saint-Denis

Francisco I habría confiado a los hermanos de Juste la realización de un mausoleo para la basílica de Saint-Denis. Su realización duró desde 1516 hasta 1531. Habiendo muerto Antoine en 1519, la tumba es esencialmente obra de Jean Juste I, siendo posible que André, su hermano, haya trabajado en el proyecto. Juste de Juste también habría participado.
El 20 de agosto de 1516, ante el notario Leonardo Lombardelli, se firmó un contrato por el que Bartolomeo di Gio Paolo di Torano se obligaba a entregar a Antoine Juste todos los mármoles de Carrara marcados por este último. Grossino, agente del marqués de Mantua en Francia, escribe que vio cómo los maestros florentinos estaban haciendo la tumba en Amboise. En una carta fechada el 30 de enero de 1520, dirigida por Gabriello Pachaoli a Miguel Ángel, escribe que vio «la sepultura del rey difunto que se hace en Tours; hay una gran cantidad de figuras».
La concepción general de la tumba de Luis XII y de Ana de Bretaña puede haber sido de Jean Perréal —que había realizado la tumba del duque de Bretaña Francisco II y había dado consejos para las tumbas del monasterio de Brou—, pero más probablemente de Guido Mazzoni —llegado a Francia en 1494 y fallecido en 1518— que había hecho la tumba de Carlos VIII.
Las tumbas del Real monasterio de Brou —Filiberto  el Hermoso y Margarita de Borbón— se encuentran en dos niveles. El nivel superior retoma lo realizado durante el ceremonial de los funerales principescos durante los cuales se disponía un maniquí vestido con ropa principesca cuyo rostro era una máscara de cera moldeada sobre la del difunto. Una segunda representación aparece en el nivel inferior con un yacente, un transi en el caso del duque, ilustración del tema Memento mori, «Recuerda que morirás».
Al igual que en Brou, el mausoleo de Luis XII y de Ana de Bretaña tiene dos niveles realizados en el estilo renacentista:
- el nivel inferior, que representa a los muertos, es un lecho funerario sobre el que descansan los cuerpos yacentes de los difuntos o transis; Sus máscaras mortuorias, hechas a  partir del molde de cera del cadáver durante el embalsamamiento, son una representación notablemente realista. Luis se muestra desnudo, demacrado, con la cabeza apoyada en una almohada de piedra:[18] sus ojos están hundidos en su cráneo, su piel está tensa, su cuello está especialmente demacrado y su cabello es muy fino.[19]
- el nivel superior, que representa a los vivos, está colocado sobre un edificio con arcadas, en el que el rey y la reina están representados orando frente a un reclinatorio, arrodillados, con los rostros tranquilos y las manos unidas. Inusualmente, el rey no lleva corona. Había sufrido una enfermedad prolongada antes de su muerte, y el impacto de esto se hace evidente por su piel flácida y sus músculos decrépitos. Tampoco se rehúye su edad; tiene una nariz larga y curva, ojos pequeños y brillantes, pero hinchados, y papada.[19]

En las arcadas están representados los doce Apóstoles sentados. En las cuatro esquinas del mausoleo, a una escala mayor y también sentadas, se han esculpido las cuatro virtudes cardinales: la Prudencia, la Justicia, la Templanza y la Fortaleza. Esta última disposición ya se había utilizado para la tumba del duque Francisco II de Bretaña en la catedral de Nantes.
En la base de la tumba, están tallados bajorrelieves a la antigua, que representan las victorias del rey en Italia.
La tumba de Luis XII inauguró una nueva tradición del tema. Se representa al héroe arrodillado sobre un catafalco bajo el cual la figura yacente aparece como un cadáver demacrado y desnudo transformado por la muerte. Desarrolló la iconografía de las tumbas del siglo XV en Francia, cuyo ejemplo más famoso de ese estilo es la tumba de Felipe el Atrevido, obra de Claus Sluter entre 1405 y 1410 en la cartuja de Champmol (en Dijon).
Las diferencias de estilo entre las diferentes partes esculpidas de la tumba han dado lugar a discusiones sobre si fue obra de un solo escultor o de varios y de cuáles. De hecho, existen diferencias de estilo entre las figuras yacentes, muy realistas, y las representaciones del rey y la reina orantes, y asimismo entre los apóstoles y las virtudes cardinales. Parece que se debe atribuir a Jean Juste las estatuas de Luis XII y de Ana de Bretaña arrodillados, así como las figuras yacentes. Los bajorrelieves de la base serían de la mano de Antoine Juste, y las virtudes cardinales de Juste de Juste.
- Monumento funerario de Luis XII y Ana de Bretaña, basílica de Saint-Denis
- Vista del conjunto
- Vista del conjunto
- Los apóstoles
- Estatua yacente de Luis XII, detalle
- Estatua yacente de Ana de Bretaña, detalle

- basamento: batalla de Agnadel, detalle
- La Justicia
- La Prudencia, detalle
- La Fortaleza